# Le Permis d'Otto Bus
Le Permis d'Otto Bus (en France) ou Le Show d'Otto (au Québec) (The Otto Show) est le 22e épisode de la saison 3 de la série télévisée d'animation Les Simpson.

## Synopsis
Bart et Milhouse se rendent au concert de Spinal Tap, qui se termine par une émeute. À la suite du concert, Bart souhaite être musicien rock, mais une fois qu'il a obtenu une guitare électrique que ses parents lui ont achetée, Bart découvre qu'il a la difficulté à jouer à son instrument. Le lendemain matin, dans l'autobus scolaire, Otto lui fait une démonstration de son talent musical avec la guitare mais il prend du retard et emprunte donc un raccourci afin de rattraper le temps perdu, mais Otto provoque une série d'accidents en roulant trop vite et fait renverser le bus, causant de lourds dommages à la statue du fondateur de la ville. À l'école, Otto admet aux policiers qu'il n'a pas de permis de conduire. Le directeur Skinner décide de le sanctionner pour une durée indéterminée jusqu'à ce que Otto soit obligé à suivre des cours de conduite pour qu'il obtienne son permis et garder son poste ; le directeur Skinner remplace donc Otto pour le transport. Après avoir échoué à son examen pour ravoir son permis, Otto perd soudainement son logement en raison de loyer impayé ; Bart décide alors de l'héberger dans le garage de la famille. Homer n'accepte pas cette cohabitation et traite Otto de « parasite ». Au cours d'une nouvelle tentative pour récupérer son permis, ce dernier tombe sur la sœur de Marge qui déteste Homer tout comme lui. Ce point commun pousse cette dernière à offrir le permis à Otto qui retrouve alors son emploi.

## Invité
- Spinal Tap